# Svjetsko prvenstvo u rukometu – Njemačka 2007.
Svjetsko prvenstvo u rukometu 2007. se održalo u Njemačkoj u dvanaest gradova, od 19. siječnja do 4. veljače 2007. godine.

## Gradovi domaćini
Gradovi domaćini su Köln, Hamburg, Mannheim, Dortmund, Lemgö, Wetzlar, Halle, Bremen, Kiel, Berlin, Stuttgart i Magdeburg.

## Dvorane
Dvorane u kojima se odigravaju utakmice su:
| Slika                       | Grad      | Dvorana              | kapaciteta gledatelja |
| --------------------------- | --------- | -------------------- | --------------------- |
| Kölnarena u Köln-Deutz      | Köln      | Kölnarena            | 19.000                |
| Color Line Arena            | Hamburg   | Color Line Arena     | 12.500                |
| SAP Arena                   | Mannheim  | SAP-Arena            | 13.200                |
| Westfalenhalle              | Dortmund  | Westfalenhalle       | 12.000                |
| Bördelandhalle u Magdeburgu | Magdeburg | Bördelandhalle       | 7.850                 |
| Rittal-Arena Wetzlar        | Wetzlar   | Rittal-Arena Wetzlar | 5.000                 |
|                             | Stuttgart | Porsche-Arena        | 6.100                 |
|                             | Halle     | Gerry-Weber-Stadion  | 11.000                |
|                             | Lemgo     | Lipperlandhalle      | 5.000                 |
| AWD Dome Bremen             | Bremen    | AWD-Dome             | 9.200                 |
|                             | Kiel      | Ostseehalle          | 10.200                |
| Max-Schmeling-Halle         | Berlin    | Max-Schmeling-Halle  | 10.000                |

## Natjecateljski sustav
24 reprezentacije sudionice SP-a podijeljene su u 6 skupina (A, B, C, D, E i F) s po 4 momčadi. 
U prvom krugu, koji traje od 19. do 22. siječnja, igra se po 3 kola u svakoj skupini, a sljedeću fazu natjecanja izborit će dvije prvoplasirane ekipe. Nakon prvog kruga slijedi dan odmora za sudionice.

### Natjecanje za poredak od 13. do 24. mjesta
Susreti za poredak se igraju od 24. siječnja do 3. veljače. 
Ovo natjecanje se naziva "Predsjednički kup" (Presidents Cup).

### Natjecanje za odličja
U drugi krug, koji traje od 24. do 28. siječnja, a u kojem se nastavlja borba za odličja, dvije najbolje plasirane momčadi iz svake skupine idu u dvije novoformirane skupine, M1 (iz skupina A, B i C) i M2 (iz skupina D, E i F), u kojima će tako biti po 6 momčadi. 
Bodovi se prenose iz prvog kruga, ali samo oni koju je momčad osvojila protiv momčadi iz svoje skupine koja se plasirala u drugi krug. 
U svakoj od tih skupina igraju se još 4 kola, a 4 prvoplasirane ekipe su izborile četvrtzavršnicu.
Parovi u četvrtzavršnici (igra se 30. siječnja) se sastavljaju po načelu:
- prvi iz skupine M1 - četvrti iz skupine M2 (1)
- drugi iz skupine M1 - treći iz skupine M2 (2)
- treći iz skupine M1 - drugi iz skupine M2 (3)
- četvrti iz skupine M1 - prvi iz skupine M2 (4)

Ovakav sustav daje na dramatičnosti, daje prigodu momčadima s više poraza za doći do odličja, a teoretski daje mogućnost da momčad sa 7 pobjeda i porazom u četvrtzavršnici ostane bez odličja.
Pobjednici susreta 1 i 2, te pobjednici susreta 3 i 4 igraju jedni protiv drugih u poluzavršnici, koja je na programu 1. veljače. 
Pobjednici u poluzavršnici natječu se za zlatno odličje, a poraženi igraju susret za brončano odličje. Oba susreta se igraju 4. veljače.

## Sudionici
Reprezentacije su sudjelovanje izborile prema ovom kriteriju:
- Europa daje 13 predstavnika
- Afrika daje 4 predstavnika
- Azija daje 3 predstavnika
- Amerika daje 3 predstavnika
- Oceanija daje jednog predstavnika

Izravni plasman su imale domaćin Njemačka i svjetski prvak Španjolska.

### Izlučna natjecanja

#### Izlučna natjecanja u Africi
Izlučno natjecanje za SP 2007. je bilo Afričko rukometno prvenstvo 2006., održano u Tunisu. S tog prvenstva su se kvalificirali: 
- Angola
- Maroko
- Tunis
- Egipat

#### Izlučna natjecanja u Americi
Sveamerička prednatjecanja su se trebala održati u Brazilu u travnju 2006.   Arhivirana inačica izvorne stranice od 9. srpnja 2011. (Wayback Machine) (podatak s IHF-a, od 19. sij '06.). No, zbog igračkih obveza u europskim klubovima, dogovoreno je odgađanje izlučnih natjecanja sve do lipnja, i u konačnici se odigralo od 6. do 10. lipnja u Aracajuu.   Arhivirana inačica izvorne stranice od 9. srpnja 2011. (Wayback Machine) (s IHF-a, podatak od 5. tra '06.).
Sudjelovalo je osam momčadi, Brazil i Argentina su prošle kroz fazu sa skupinama nepobijeđene i jedine s pozitivnom razlikom pogodaka. Prve dvije momčadi iz svake skupine su otišle u poluzavršnicu: Grenland se pridružio Brazilu nakon dviju pobjeda nad Čileom i Urugvajem s 32:30, dok su se iz skupine "B" plasirale SAD nakon neriješenog susreta s Meksikom i pobjede nad Portorikom.
U poluzavršnici, Brazil i Argentina su pobijedile svoje protivnike s više od 10 razlike, osiguravši tako si nastup na SP-u, a u susretu za treće mjesto, Grenland je pobijedio SAD s pogotkom razlike   Arhivirana inačica izvorne stranice od 9. srpnja 2011. (Wayback Machine) (s IHF-a, podatak od 18. lip '06.).
- Argentina
- Brazil
- Grenland

#### Izlučna natjecanja u Aziji
Izlučno natjecanje je bilo azijsko rukometno prvenstvo 2006., održano u Tajlandu od 12. do 21. veljače.  (podatak od 27. velj '06.). Kuvajt i Južna Koreja su se kvalificirali nakon ulaska u završnicu  (podatak od 27. velj '06.), a Katar je pobjedom nad Iranom od 21:20 u susretu za broncu izborio sudjelovanje na SP  (podatak od 27. velj '06.).
- Kuvajt
- Južna Koreja
- Katar

### Izlučna natjecanja u Europi
Izborile su ga prve trije momčadi s europskog prvenstva 2006. u Švicarskoj, održano u siječnju i veljači 2006. Budući da je izravni sudionik Španjolska bila među njima, ostali sudionici poluzavršnice su otišli na SP - Hrvatska, Danska i Francuska. 
Ostalih 11 sudionika europskog prvenstva je igralo doigravanje s petoricom pobjednika predizlučnih skupina.
11 mjesta je bilo namijenjeno europskim sudionicima. Njemačka kao domaćin i Španjolska, kao svjetski prvak, već su osigurali si mjesto na P-u, kao i troje prvoplasiranih s rukometnog EP-a 2006. u Švicarskoj, odigranog u siječnju i veljači 2006. Budući da je kasniji svjetski prvak Španjolska ušao u poluzavršnicu tog natjecanja, preostali sudionici, Hrvatska, Danska i Francuska su izborile sudjelovanje na SP-u. Preostalih 11 momčadi s EP-a su igrale doigravanje s petoro najboljih predstavništva, pobjednika predizlučnih skupina. 
Konačni poredak 20. siječnja 2006.:
| Skupina 1  | Skupina 1 | Skupina 1 | Skupina 1 | Skupina 1 | Skupina 1 | Skupina 1 | Skupina 1 |
| Momčad     | Ut        | Pb        | N         | Pz        | Pr        | Pos       | Bod       |
| ---------- | --------- | --------- | --------- | --------- | --------- | --------- | --------- |
| Grčka      | 6         | 4         | 0         | 2         | 164       | 148       | 8         |
| BiH        | 6         | 4         | 0         | 2         | 182       | 169       | 8         |
| Nizozemska | 6         | 2         | 0         | 4         | 159       | 181       | 4         |
| Italija    | 6         | 2         | 0         | 4         | 157       | 181       | 4         |

| Skupina 2 | Skupina 2 | Skupina 2 | Skupina 2 | Skupina 2 | Skupina 2 | Skupina 2 | Skupina 2 |
| Momčad    | Ut        | Pb        | N         | Pz        | Pr        | Pos       | Bod       |
| --------- | --------- | --------- | --------- | --------- | --------- | --------- | --------- |
| Austrija  | 6         | 5         | 0         | 1         | 205       | 161       | 10        |
| Finska    | 6         | 3         | 0         | 3         | 173       | 170       | 6         |
| Izrael    | 6         | 3         | 0         | 3         | 171       | 173       | 6         |
| Bugarska  | 6         | 1         | 0         | 5         | 153       | 198       | 2         |

| Skupina 3  | Skupina 3 | Skupina 3 | Skupina 3 | Skupina 3 | Skupina 3 | Skupina 3 | Skupina 3 |
| Momčad     | Ut        | Pb        | N         | Pz        | Pr        | Pos       | Bod       |
| ---------- | --------- | --------- | --------- | --------- | --------- | --------- | --------- |
| Češka      | 6         | 5         | 0         | 1         | 219       | 149       | 10        |
| Makedonija | 6         | 4         | 1         | 1         | 200       | 176       | 9         |
| Estonija   | 6         | 2         | 1         | 3         | 169       | 182       | 5         |
| Cipar      | 6         | 0         | 0         | 6         | 133       | 214       | 0         |

| Skupina 4  | Skupina 4 | Skupina 4 | Skupina 4 | Skupina 4 | Skupina 4 | Skupina 4 | Skupina 4 |
| Momčad     | Ut        | Pb        | N         | Pz        | Pr        | Pos       | Bod       |
| ---------- | --------- | --------- | --------- | --------- | --------- | --------- | --------- |
| Rumunjska  | 6         | 5         | 1         | 0         | 186       | 143       | 11        |
| Litva      | 6         | 3         | 1         | 2         | 174       | 149       | 7         |
| Latvija    | 6         | 2         | 0         | 4         | 177       | 169       | 4         |
| Luksemburg | 6         | 1         | 0         | 5         | 129       | 205       | 2         |

| Skupina 5   | Skupina 5 | Skupina 5 | Skupina 5 | Skupina 5 | Skupina 5 | Skupina 5 | Skupina 5 |
| Momčad      | Ut        | Pb        | N         | Pz        | Pr        | Pos       | Bod       |
| ----------- | --------- | --------- | --------- | --------- | --------- | --------- | --------- |
| Švedska     | 6         | 6         | 0         | 0         | 223       | 139       | 12        |
| Bjelorusija | 6         | 4         | 0         | 2         | 189       | 160       | 8         |
| Turska      | 6         | 2         | 0         | 4         | 140       | 197       | 4         |
| Belgija     | 6         | 0         | 0         | 6         | 155       | 211       | 0         |

Ždrijeb se doigravanje je obavljen u Zürichu 5. veljače. Odmjeravanja se igraju u dvije utakmice, a igraju se drugog i trećeg tjedna u lipnju. Momčdi čija imena su podebljana, izborila su nastup na SP.
| Momčad 1  | Momčad 1 | Ishod | Momčad 2 | Momčad 2 | 1. utakmica | uzvrat |
| --------- | -------- | ----- | -------- | -------- | ----------- | ------ |
| Grčka     |          | 47:51 |          | Poljska  | 27:22       | 20:29  |
| Portugal  |          | 47:55 |          | Ukrajina | 21:30       | 26:25  |
| Rumunjska |          | 56:57 |          | Norveška | 29:30       | 27:27  |
| SiCG      |          | 58:73 |          | Češka    | 31:37       | 27:36  |
| Slovenija |          | 67:51 |          | Austrija | 36:26       | 31:25  |
| Slovačka  |          | 52:65 |          | Mađarska | 24:33       | 28:32  |
| Švedska   |          | 54:57 |          | Island   | 28:32       | 26:25  |
| Švicarska |          | 54:85 |          | Rusija   | 26:41       | 28:44  |

Sudionici iz Europe su: 
- Njemačka
- Španjolska
- Francuska
- Danska
- Hrvatska
- Slovenija
- Island
- Ukrajina
- Poljska
- Češka
- Norveška
- Mađarska
- Rusija

#### Izlučna natjecanja u Oceaniji
Oceanijsko izlučno natjecanje se održalo u Duralu kod Sydneya od 22. do 24. svibnja 2006., neposredno prije Tihooceanskog kupa. 
Kvalificirala se Australija, pobijedivši Novi Zeland s 41:14 i Kukove otoke sa 63:5   Arhivirana inačica izvorne stranice od 9. srpnja 2011. (Wayback Machine) (s IHF-a, podatak od 24. svi '06.).
- Australija

## Ishodi po skupinama u prvom krugu

### Skupina A (Wetzlar)
| 20. siječnja |   |          |       |         |
| Slovenija    | - | Grenland | 35:21 | (17: 9) |
| Tunis        | - | Kuvajt   | 34:23 | (14:11) |

| 21. siječnja |   |          |       |         |
| Tunis        | - | Grenland | 36:20 | (17: 4) |
| Slovenija    | - | Kuvajt   | 33:23 | (17:11) |

Slovenija i Tunis imaju po 4 boda, Grenland i Kuvajt bez bodova. Slovenija i Tunis su se plasirali u drugi krug.
| 22. siječnja |   |          |       |         |
| Kuvajt       | - | Grenland | 39:27 | (19:13) |
| Slovenija    | - | Tunis    | 34:27 | (16:14) |

| Mjesto | Država    | Pob. | Ner. | Por. | +   | -   | G.R. | Bodovi |
| ------ | --------- | ---- | ---- | ---- | --- | --- | ---- | ------ |
| 1.     | Slovenija | 3    | 0    | 0    | 102 | 71  | +31  | 6      |
| 2.     | Tunis     | 2    | 0    | 1    | 97  | 77  | +20  | 4      |
| 3.     | Kuvajt    | 1    | 0    | 2    | 85  | 94  | -9   | 2      |
| 4.     | Grenland  | 0    | 0    | 3    | 68  | 110 | -42  | 0      |

### Skupina B (Magdeburg)
| 20. siječnja |   |            |       |         |
| Island       | - | Australija | 45:20 | (26: 9) |
| Francuska    | - | Ukrajina   | 32:21 | (17: 8) |

| 21. siječnja |   |            |       |         |
| Francuska    | - | Australija | 47:10 | (25: 5) |
| Ukrajina     | - | Island     | 32:29 | (12:13) |

Vodi Francuska s 4 boda, slijede Ukrajina i Island s 2 boda, Australija bez boda.
Ukrajinska pobjeda je bila malim iznenađenjem.
Za prolaz dalje, Islandu treba poraz Ukrajine, a u tom slučaju je Islandu dostatna i neriješena s Francuskom. U slučaju ukrajinske pobjede ili neriješene, Islandu treba i minimalna pobjeda nad Francuskom. Tada bi, u međusobnim susretima, i Francuska, i Island, i Ukrajina, imali i po pobjedu i poraz te bi odlučivala međusobna razlika pogodaka. Francuzi imaju međusobnu razliku pogodaka od 11-1=10, Island -3+1=-2, a Ukrajina -11+3=-8.
Za prolaz dalje, Ukrajini treba islandski poraz. U slučaju islandske neriješene, Ukrajini je dosta i neriješeno odigrati protiv Australije, a u slučaju islandske pobjede, Ukrajina ispada.
Iako su i Francuska i Island u gornjem domu svjetskog rukometa, islandska pobjeda bi bila malo iznenađenje.
| 22. siječnja |   |            |       |         |
| Ukrajina     | - | Australija | 37:18 | (18: 8) |
| Francuska    | - | Island     | 24:32 | ( 8:18) |

| Mjesto | Država     | Pob. | Ner. | Por. | +   | -   | G.R. | Bodovi |
| ------ | ---------- | ---- | ---- | ---- | --- | --- | ---- | ------ |
| 1.     | Island     | 2    | 0    | 1    | 106 | 76  | +30  | 4      |
| 2.     | Francuska  | 2    | 0    | 1    | 103 | 63  | +40  | 4      |
| 3.     | Ukrajina   | 2    | 0    | 1    | 90  | 79  | +11  | 4      |
| 4.     | Australija | 0    | 0    | 3    | 48  | 129 | -81  | 0      |

### Skupina C (Berlin)
| 19. siječnja |   |           |       |         |
| Njemačka     | - | Brazil    | 27:22 | (12:10) |
| 20. siječnja |   |           |       |         |
| Poljska      | - | Argentina | 29:15 | (12: 9) |

| 21. siječnja |   |           |       |         |
| Poljska      | - | Brazil    | 31:23 | (15:13) |
| Njemačka     | - | Argentina | 32:20 | (17:11) |

Vode Njemačka i Poljska s po 4 boda, Brazil i Argentina bez boda. Poljska i Njemačka su osigurale prolaz u drugi krug.
| 22. siječnja |   |         |       |         |
| Njemačka     | - | Poljska | 25:27 | (12:14) |
| Argentina    | - | Brazil  | 22:20 | ( 7:10) |

Poljska je napravila veliko iznenađenje, ostavivši domaćina bez početnih bodova za prijenos u drugi krug.
| Mjesto | Država    | Pob. | Ner. | Por. | +  | -  | G.R. | Bodovi |
| ------ | --------- | ---- | ---- | ---- | -- | -- | ---- | ------ |
| 1.     | Poljska   | 3    | 0    | 0    | 87 | 63 | +24  | 6      |
| 2.     | Njemačka  | 2    | 0    | 1    | 86 | 69 | +27  | 4      |
| 3.     | Argentina | 1    | 0    | 2    | 57 | 81 | -24  | 2      |
| 4.     | Brazil    | 0    | 0    | 3    | 65 | 80 | -15  | 0      |

### Skupina D (Bremen)
| 20. siječnja |   |        |       |         |
| Češka        | - | Katar  | 37:23 | (18:11) |
| Španjolska   | - | Egipat | 33:29 | (16:16) |
| 21. siječnja |   |        |       |         |
| Španjolska   | - | Katar  | 41:18 | (21: 9) |
| Češka        | - | Egipat | 31:30 | (17:17) |

Češka pobjeda nad Egiptom je predstavljala malo iznenađenje, s obzirom na višegodišnju izočnost češkog rukometa iz svjetskog vrha, a nasuprot redovitosti egipatskih predstavnika u gornjem domu svjetskog rukometa.
Nakon 2. kola, Španjolska i Češka imaju po 4 boda, Egipat i Katar bez bodova. Španjolska i Češka su se plasirale u drugi krug.
| 22. siječnja |   |       |       |         |
| Egipat       | - | Katar | 35:24 | (14:11) |
| Španjolska   | - | Češka | 35:29 | (19:15) |

| Mjesto | Država     | Pob. | Ner. | Por. | +   | -   | G.R. | Bodovi |
| ------ | ---------- | ---- | ---- | ---- | --- | --- | ---- | ------ |
| 1.     | Španjolska | 3    | 0    | 0    | 109 | 76  | +33  | 6      |
| 2.     | Češka      | 2    | 0    | 1    | 97  | 88  | +9   | 4      |
| 3.     | Egipat     | 1    | 0    | 2    | 94  | 88  | +6   | 2      |
| 4.     | Katar      | 0    | 0    | 3    | 65  | 113 | -48  | 0      |

### Skupina E (Kiel)
| 20. siječnja |   |        |       |         |
| Norveška     | - | Angola | 41:13 | (21: 8) |
| Mađarska     | - | Danska | 30:29 | (13:11) |

Pobjeda mađarske vrste nad danskom izabranom vrstom je bila iznenađenje, unatoč činjenici što je Mađarska u gornjem srednjem domu svjetskog rukometa.
| 21. siječnja |   |          |       |         |
| Danska       | - | Angola   | 39:20 | (18:12) |
| Mađarska     | - | Norveška | 25:22 | (15:12) |

Mađarska postava je postigla još jednu iznenađujuću pobjedu.
Mađarska ima 4 boda, Norveška i Danska po 2 boda, Angola bez boda. Mađarska se plasirala u drugi krug, a za preostalo mjesto koje vodi u drugi krug će u međusobnom dvoboju odlučiti Danska i Norveška; neriješeni rezultat vodi Norvešku dalje, zbog bolje razlike pogodaka.
| 22. siječnja |   |          |       |         |
| Mađarska     | - | Angola   | 34:31 | (19:15) |
| Danska       | - | Norveška | 23:22 | (15:13) |

| Mjesto | Država   | Pob. | Ner. | Por. | +  | -   | G.R. | Bodovi |
| ------ | -------- | ---- | ---- | ---- | -- | --- | ---- | ------ |
| 1.     | Mađarska | 3    | 0    | 0    | 89 | 82  | +7   | 6      |
| 2.     | Danska   | 2    | 0    | 1    | 91 | 72  | +19  | 4      |
| 3.     | Norveška | 1    | 0    | 2    | 85 | 61  | +24  | 2      |
| 4.     | Angola   | 0    | 0    | 3    | 64 | 114 | -50  | 0      |

### Skupina F (Stuttgart)
| 20. siječnja |   |          |       |         |
| Hrvatska     | - | Maroko   | 35:22 | (18:11) |
| Rusija       | - | J.Koreja | 32:32 | (15:17) |

| 21. siječnja |   |          |       |        |
| Hrvatska     | - | J.Koreja | 41:23 | (20:9) |
| Rusija       | - | Maroko   | 35:19 | (15:7) |

Iznenađujuće pobjeda Hrvatske nad J.Korejom s velikom razlikom pogodaka (očekivala se teška, borbena i utakmica s tijesnim rezultatom).
Hrvatska ima 4 boda, Rusija 3, J.Koreja 1, Maroko bez boda. Hrvatska se plasirala u drugi krug.
Rusija za prolaz u drugi krug treba pobijediti Hrvatsku ili odigrati neriješeno, a u slučaju poraza (i pobjede J.Koreje), Rusija mora izgubiti dovoljno malom razlikom, odnosno, J.Koreja ne smije pobijediti velikom razlikom, tako da temeljem razlike pogodaka prođe dalje (međusobno su igrale neriješeno). Rusija starta u tom slučaju s razlikom pogodaka od +16, a J.Koreja sa -18. 
U slučaju poraza ili neriješene u 3. kolu, J.Koreja ispada. U slučaju pobjede, J.Koreja mora pobijediti velikom razlikom Maroko, a Rusija mora izgubiti velikom razlikom od Hrvatske.
| 22. siječnja |   |        |              |         |
| Hrvatska     | - | Rusija | 32:27        | (16:11) |
| J.Koreja     | - | Maroko | 32:19 (14:9) |         |

| Mjesto | Država   | Pob. | Ner. | Por. | +   | -   | G.R. | Bodovi |
| ------ | -------- | ---- | ---- | ---- | --- | --- | ---- | ------ |
| 1.     | Hrvatska | 3    | 0    | 0    | 108 | 72  | +36  | 6      |
| 2.     | Rusija   | 1    | 1    | 1    | 94  | 83  | +11  | 3      |
| 3.     | J.Koreja | 1    | 1    | 1    | 87  | 92  | -5   | 3      |
| 4.     | Maroko   | 0    | 0    | 3    | 60  | 102 | -42  | 0      |

## Natjecanje za poredak od 13. do 24. mjesta
(Predsjednički kup)
U ovom natjecanju sudjeluju trećeplasirana i četvrtoplasirana predstavništva iz skupina u 1. krugu. 
Trećeplasirani iz 1. kruga igraju od 24. do 27. siječnja u dvjema skupinama od po tri sudionika, u kojima se igra po sustavu "svatko protiv svatkog". 28. siječnja, pobjednici obaju skupina igraju za 13. i 14. mjesto. Drugoplasirani iz tih skupina igraju za 15. i 16. mjesto. Treći iz skupina igraju za 17. i 18. mjesto.
Zadnjeplasirani iz 1. kruga igraju po istom sustavu, s time što pobjednici skupina igraju za 19. i 20. mjesto, drugi za 21. i 22. mjesto, a treći u skupini za 23. i 24. mjesto.

### Skupina I (Lemgo)
| 24. siječnja | Ukrajina | - | Kuvajt    | 33:23 | (19:10) |
| 25. siječnja | Kuvajt   | - | Argentina | 25:28 | (10:16) |
| 27. siječnja | Ukrajina | - | Argentina | 23:22 | (13: 8) |

Poredak: 
```
Por.  Država Ut Pb N Pz Ps:Pr Bod
1. 
 Ukrajina 3 2 0 0 56:45 4
2. 
 Argentina 3 1 0 1 50:48 2
3. 
 Kuvajt 3 0 0 2 48:61 0
```

### Skupina II (Lemgo)
| 24. siječnja | Norveška | - | Egipat   | 27:18 | (12: 9) |
| 25. siječnja | J.Koreja | - | Egipat   | 36:30 | (16:13) |
| 27. siječnja | J.Koreja | - | Norveška | 32:34 | (17:17) |

```
Por.  Država Ut Pb N Pz Ps:Pr Bod
1. 
 Norveška 3 2 0 0 61:50 4
2. 
 J.Koreja 3 1 0 1 68:64 2
3. 
 Egipat 3 0 0 2 48:63 0
```

### Skupina III (Halle/Dortmund)
| Halle    | 24. siječnja | Grenland | - | Australija | 34:25 | (16:12) |
| Dortmund | 25. siječnja | Grenland | - | Brazil     | 30:33 | (13:18) |
| Dortmund | 27. siječnja | Brazil   | - | Australija | 30:23 | (17: 6) |

```
Por.  Država Ut Pb N Pz Ps:Pr Bod
1. 
 Brazil 3 2 0 0 63:53 4
2. 
 Grenland 3 1 0 1 64:58 2
3. 
 Australija 3 0 0 2 48:64 0
```

### Skupina IV (Halle/Dortmund)
| Halle                                | 24. siječnja | Katar  | - | Angola | 27:33 | (14:15) |
| Povijesni uspjeh angolskog rukometa. |              |        |   |        |       |         |
| Dortmund                             | 25. siječnja | Katar  | - | Maroko | 27:44 | (14:22) |
| Dortmund                             | 27. siječnja | Angola | - | Maroko | 28:32 | (14:16) |

```
Por.  Država Ut Pb N Pz Ps:Pr Bod
1. 
 Maroko 3 2 0 0 76:55 4
2. 
 Angola 3 1 0 1 61:59 2
3. 
 Katar 3 0 0 2 54:77 0
```

### Susreti za plasman
| za 23. mjesto:         |   |            |       |         |
| Dortmund, 28. siječnja |   |            |       |         |
| Katar                  | - | Australija | 36:22 | (15:14) |
| za 21. mjesto:         |   |            |       |         |
| Dortmund, 28. siječnja |   |            |       |         |
| Angola                 | - | Grenland   | 29:28 | (14:12) |
| za 19. mjesto:         |   |            |       |         |
| Dortmund, 28. siječnja |   |            |       |         |
| Brazil                 | - | Maroko     | 36:29 | (17:12) |
| za 17. mjesto:         |   |            |       |         |
| Lemgo, 28. siječnja    |   |            |       |         |
| Egipat                 | - | Kuvajt     | 26:22 | (12:14) |
| za 15. mjesto:         |   |            |       |         |
| Lemgo, 28. siječnja    |   |            |       |         |
| Argentina              | - | J.Koreja   | 31:28 | (13:19) |
| za 13. mjesto:         |   |            |       |         |
| Lemgo, 28. siječnja    |   |            |       |         |
| Norveška               | - | Ukrajina   | 32:22 | (12:12) |

## Ishodi po skupinama u drugom krugu

### Skupina M1 (Halle/Dortmund)
Stanje na ljestvici nakon prvog kruga, s prenesenim bodovima.
| Mjesto | Država    | Pob. | Ner. | Por. | +  | -  | G.R. | Bodovi |
| ------ | --------- | ---- | ---- | ---- | -- | -- | ---- | ------ |
| 1.     | Island    | 1    | 0    | 0    | 32 | 24 | +8   | 2      |
| 2.     | Slovenija | 1    | 0    | 0    | 34 | 27 | +7   | 2      |
| 3.     | Poljska   | 1    | 0    | 0    | 27 | 25 | +2   | 2      |
| 4.     | Njemačka  | 0    | 0    | 1    | 25 | 27 | -2   | 0      |
| 5.     | Tunis     | 0    | 0    | 1    | 27 | 34 | -7   | 0      |
| 6.     | Francuska | 0    | 0    | 1    | 24 | 32 | -8   | 0      |

| 24. siječnja |   |           |       |         |
| Njemačka     | - | Slovenija | 35:29 | (17:14) |
| Francuska    | - | Poljska   | 31:22 | (11:12) |
| Tunis        | - | Island    | 30:36 | (19:16) |

Vodi Island s 4 boda, Njemačka, Slovenija, Francuska i Poljska po 2 boda, Tunis bez boda.
| 25. siječnja |   |           |       |         |
| Njemačka     | - | Tunis     | 35:28 | (19:11) |
| Francuska    | - | Slovenija | 33:19 | (18:10) |
| Island       | - | Poljska   | 33:35 | (14:12) |

Francuska, Island, Njemačka i Poljska imaju po 4 boda, Slovenija 2, a Tunis bez boda.
| 27. siječnja |   |           |       |         |
| Poljska      | - | Tunis     | 40:31 | (17:13) |
| Njemačka     | - | Francuska | 29:26 | (14:9)  |
| Island       | - | Slovenija | 32:31 | (17:15) |

Njemačka, Poljska i Island po 6 bodova, Francuska ima 4 boda, Slovenija 2, a Tunis bez boda.
| 28. siječnja |   |         |       |         |
| Njemačka     | - | Island  | 33:28 | (17:11) |
| Slovenija    | - | Poljska | 27:38 | (13:17) |
| Francuska    | - | Tunis   | 28:26 | (18:11) |

```
Por. Država Ut Pb N Pz Ps: Pr Bod
 1. Poljska 5 4 0 1 162:147 8 (1:0) u četvrtzavršnici
 2. Njemačka 5 4 0 1 157:138 8 (0:1) u četvrtzavršnici
 3. Island 5 3 0 2 161:153 6 (1:0) u četvrtzavršnici
 4. Francuska 5 3 0 2 142:128 6 (0:1) u četvrtzavršnici
 5. Slovenija 5 1 0 4 140:165 2
 6. Tunis 5 0 0 5 142:173 0
```

### Skupina M2 (Mannheim)
Stanje na ljestvici nakon prvog kruga, s prenesenim bodovima.
| Mjesto | Država     | Pob. | Ner. | Por. | +  | -  | G.R. | Bodovi |
| ------ | ---------- | ---- | ---- | ---- | -- | -- | ---- | ------ |
| 1.     | Španjolska | 1    | 0    | 0    | 35 | 29 | +6   | 2      |
| 2.     | Hrvatska   | 1    | 0    | 0    | 32 | 27 | +5   | 2      |
| 3.     | Mađarska   | 1    | 0    | 0    | 30 | 29 | +1   | 2      |
| 4.     | Danska     | 0    | 0    | 1    | 29 | 30 | -1   | 0      |
| 5.     | Rusija     | 0    | 0    | 1    | 27 | 32 | -5   | 0      |
| 6.     | Češka      | 0    | 0    | 1    | 29 | 35 | -6   | 0      |

| 24. siječnja |   |          |       |         |
| Španjolska   | - | Rusija   | 33:29 | (17:15) |
| Hrvatska     | - | Danska   | 28:26 | (15:12) |
| Češka        | - | Mađarska | 25:28 | (10:17) |

Španjolska, Hrvatska i Mađarska po 4 boda, Danska, Rusija i Češka bez boda.
| 25. siječnja |   |          |       |         |
| Rusija       | - | Češka    | 30:26 | (12:14) |
| Hrvatska     | - | Mađarska | 25:18 | (12:8)  |
| Španjolska   | - | Danska   | 23:27 | (11:15) |

Hrvatska ima 6 bodova, Španjolska i Mađarska po 4 boda, Danska i Rusija po 2 boda, Češka bez boda.
| 27. siječnja |   |          |       |         |
| Danska       | - | Rusija   | 26:24 | (16:14) |
| Španjolska   | - | Mađarska | 33:31 | (17:15) |
| Hrvatska     | - | Češka    | 31:29 | (14:12) |

Hrvatska ima 8 bodova, Španjolska 6, Mađarska i Danska po 4, Rusija 2 boda, Češka bez boda.
| 28. siječnja |   |            |       |         |
| Hrvatska     | - | Španjolska | 29:28 | (11:16) |
| Rusija       | - | Mađarska   | 26:25 | (12:15) |
| Danska       | - | Češka      | 33:29 | (17:15) |

```
Por. Država Ut Pb N Pz Ps: Pr Bod
 1. Hrvatska 5 5 0 0 145:128 10 u četvrtzavršnici
 2. Danska 5 3 0 2 141:134 6 u četvrtzavršnici
 3. Španjolska 5 3 0 2 152:141 6 u četvrtzavršnici
 4. Rusija 5 2 0 3 136:141 4 u četvrtzavršnici
 5. Mađarska 5 2 0 3 132:138 4
 6. Češka 5 0 0 5 138:157 0
```

## Za plasman od 9. – 12. mjesta
| za 11. mjesto:        |   |           |       |         |
| Köln, 30. siječnja    |   |           |       |         |
| Tunis                 | - | Češka     | 25:21 | (13:13) |
| za 9. mjesto:         |   |           |       |         |
| Hamburg, 30. siječnja |   |           |       |         |
| Mađarska              | - | Slovenija | 34:33 | (16:16) |

## Četvrtzavršnica
| Köln, 30. siječnja    |   |            |       |                      |
| Njemačka              | - | Španjolska | 27:25 | (15:12)              |
| Hrvatska              | - | Francuska  | 18:21 | (9:10)               |
| Hamburg, 30. siječnja |   |            |       |                      |
| Poljska               | - | Rusija     | 28:27 | (16:14)              |
| Island                | - | Danska     | 41:42 | (16:17,34:34; 38:38) |

U poluzavršnicu su prošle momčadi Njemačke, Francuske, Poljske i Danske.

Momčadi Španjolske, Hrvatske, Rusije i Islanda su ispale iz borbe za odličja. Potonjima četirima je ostala borba za 5. do 7. mjesto, koja izravno vode u kvalifikacije za OI u Pekingu 2008.

## Za plasman od 5. do 8. mjesta
Draž ovom dijelu natjecanja daje činjenica što prvih 7 reprezentacija ulazi u igru za OI 2008., svjetski prvak izravno, a ostalih 6 time su izborile sudjelovanje na izlučnom turniru za OI.
| Köln, 1. veljače    |   |            |       |         |
| Hrvatska            | - | Španjolska | 35:27 | (16:12) |
| Hamburg, 1. veljače |   |            |       |         |
| Rusija              | - | Island     | 28:25 | (16:14) |

Ovim pobjedama Hrvatska i Rusija su osigurale nastup na izlučnom turniru za OI u Pekingu.
| za 7. mjesto:    |   |        |       |         |
| Köln, 3. veljače |   |        |       |         |
| Španjolska       | - | Island | 40:36 | (19:13) |
| za 5.mjesto      |   |        |       |         |
| Köln, 3. veljače |   |        |       |         |
| Hrvatska         | - | Rusija | 34:25 | (18:12) |

## Poluzavršnica
| Köln, 1. veljače    |   |           |       |                                     |
| Njemačka            | - | Francuska | 32:31 | (11:12, 21:21; 24:25, 27:27; 29:29) |
| Hamburg, 1. veljače |   |           |       |                                     |
| Poljska             | - | Danska    | 36:33 | (15:14, 26:26; 29:27, 30:30; 31:31) |

## Susreti za odličja

### Za brončano odličje
| Köln, 4. veljače |   |           |       |         |
| Danska           | - | Francuska | 34:27 | (21:15) |

### Završnica
| Köln, 4. veljače |   |         |       |         |
| Njemačka         | - | Poljska | 29:24 | (17:13) |

## Pregled završne faze

### Od četvrtzavršnice do završnice
|  | Četvrtzavršnica               | Četvrtzavršnica             |                                 |        | Poluzavršnica | Poluzavršnica |  |  | Završnica                       | Završnica |
|  |                               |                             |                                 |        |               |               |  |  |                                 |           |
|  | 30. siječnja, 2007. - Köln    |                             |                                 |        |               |               |  |  |                                 |           |
|  |                               |                             |                                 |        |               |               |  |  |                                 |           |
|  | Španjolska                    | 25                          |                                 |        |               |               |  |  |                                 |           |
|  | Španjolska                    | 25                          | 1. veljače, 2007. - Köln        |        |               |               |  |  |                                 |           |
|  | Njemačka                      | 27                          |                                 |        |               |               |  |  |                                 |           |
|  | Njemačka                      | 27                          | Njemačka                        | 32b    |               |               |  |  |                                 |           |
|  | 30. siječnja, 2007. - Köln    |                             | Njemačka                        | 32b    |               |               |  |  |                                 |           |
|  |                               | Francuska                   | 31                              |        |               |               |  |  |                                 |           |
|  | Hrvatska                      | Francuska                   | 31                              | 18     |               |               |  |  |                                 |           |
|  | Hrvatska                      |                             | 4. veljače, 2007. - Köln, 16:30 | 18     |               |               |  |  |                                 |           |
|  | Francuska                     | 21                          |                                 |        |               |               |  |  |                                 |           |
|  | Francuska                     | 21                          | Njemačka                        | 29     |               |               |  |  |                                 |           |
|  | 30. siječnja, 2007. - Hamburg |                             | Njemačka                        | 29     |               |               |  |  |                                 |           |
|  |                               | Poljska                     | 24                              |        |               |               |  |  |                                 |           |
|  | Poljska                       | Poljska                     | 24                              | 28     |               |               |  |  |                                 |           |
|  | Poljska                       | 1. veljače, 2007. - Hamburg |                                 | 28     |               |               |  |  |                                 |           |
|  | Rusija                        | 27                          |                                 |        |               |               |  |  |                                 |           |
|  | Rusija                        | 27                          | Poljska                         | 36c    | Treće mjesto  | Treće mjesto  |  |  |                                 |           |
|  | 30. siječnja, 2007. - Hamburg |                             | Poljska                         | 36c    | Treće mjesto  | Treće mjesto  |  |  |                                 |           |
|  |                               | Danska                      | 33                              |        |               |               |  |  |                                 |           |
|  | Island                        | Danska                      | 33                              | 41     | Francuska     | 27            |  |  |                                 |           |
|  | Island                        |                             |                                 | 41     | Francuska     | 27            |  |  |                                 |           |
|  | Danska                        | 42a                         |                                 | Danska | 34            |               |  |  |                                 |           |
|  | Danska                        | 42a                         |                                 |        | 34            |               |  |  |                                 |           |
|  |                               |                             |                                 |        |               |               |  |  | 4. veljače, 2007. - Köln, 14:00 |           |
|  |                               |                             |                                 |        |               |               |  |  |                                 |           |

- a rezultat u regularnom vremenu je bio 34:34. Danska je pobijedila nakon 1. produžetka.
- b rezultat u regularnom vremenu je bio 21:21. Nakon 1. produžetka bilo je 27:27. Njemačka je pobijedila u 2. produžetku.
- c rezultat u regularnom vremenu je bio 26:26. Nakon 1. produžetka bilo je 30:30. Poljska je pobijedila u 2. produžetku.

### 5. – 8. mjesto
|  | 5. - 8. mjesto                    | 5. - 8. mjesto                    |    |                                 | 5./6. mjesto                    | 5./6. mjesto |
|  |                                   |                                   |    |                                 |                                 |              |
|  | 1. veljače, 2007. - Köln          |                                   |    |                                 |                                 |              |
|  | Španjolska                        | 27                                |    |                                 |                                 |              |
|  | Hrvatska                          | 35                                |    |                                 |                                 |              |
|  |                                   |                                   |    |                                 |                                 |              |
|  |                                   |                                   |    |                                 | 3. veljače, 2007.- Köln, 16:30  |              |
|  |                                   |                                   |    |                                 | Hrvatska                        | 34           |
|  |                                   | Rusija                            | 25 |                                 |                                 |              |
|  |                                   |                                   |    |                                 |                                 |              |
|  |                                   |                                   |    |                                 |                                 |              |
|  |                                   |                                   |    |                                 | 7./8. mjesto                    |              |
|  | 1. veljače, 2007.- Hamburg, 17:30 | 1. veljače, 2007.- Hamburg, 17:30 |    | 3. veljače, 2007. - Köln, 14:00 | 3. veljače, 2007. - Köln, 14:00 |              |
|  | Rusija                            | 28                                |    | Španjolska                      | 40                              |              |
|  | Island                            | 25                                |    |                                 | Island                          | 36           |

## Idealna momčad
Najbolji igrač prvenstva: Ivano Balić,  Hrvatska
- Henning Fritz (vratar)
- Eduard Kokšarov (lijevo krilo)
- Michael Knudsen  (kružni)
- Mariusz Juraszik (desno krilo)
- Nikola Karabatić (lijevi vanjski)
- Michael Kraus (srednji vanjski)
- Marcin Lijewski (desni vanjski)

Kao zanimljivost valja navesti da najbolji igrač prvenstva Ivano Balić - nije u najboljoj sedmorici.
Najbolji strijelac prvenstva je Islanđanin Gudjon Valur Sigurdsson.

## Najbolji strijelci
Tablica s ljestvicom prvih deset najboljih strijelaca na SP-u.
| Poredak | Ime i prezime            | Momčad    | Pogodci | Iz igre | Sedmerci | Pogodaka po utakmici |
| ------- | ------------------------ | --------- | ------- | ------- | -------- | -------------------- |
| 1.      | Guðjón Valur Sigurðsson  | Island    | 66      | 65      | 1        | 6,6                  |
| 2.      | Filip Jícha              | Češka     | 57      | 48      | 9        | 7,1                  |
| 3.      | Karol Bielecki           | Poljska   | 56      | 56      | 0        | 5,6                  |
| 4.      | Eduard Kokšarov          | Rusija    | 55      | 33      | 22       | 6,1                  |
| 5.      | Ivano Balić              | Hrvatska  | 53      | 53      | 0        | 5,3                  |
| 6.      | Snorri Guðjónsson        | Island    | 53      | 38      | 15       | 5,3                  |
| 7.      | Ólafur Stefánsson        | Island    | 53      | 37      | 16       | 5,3                  |
| 8.      | Nikola Karabatić         | Francuska | 50      | 50      | 0        | 5,0                  |
| 9.      | Angultimmarik Kreutzmann | Grenland  | 49      | 41      | 8        | 8,2                  |
| 10.     | Alexander Petersson      | Island    | 48      | 48      | 0        | 4,8                  |

## Konačni poredak
1. Njemačka
2. Poljska
3. Danska
4. Francuska
5. Hrvatska
6. Rusija
7. Španjolska
8. Island
9. Mađarska
10. Slovenija
11. Tunis
12. Češka
13. Norveška
14. Ukrajina
15. Južna Koreja
16. Argentina
17. Egipat
18. Kuvajt
19. Brazil
20. Maroko
21. Angola
22. Grenland
23. Katar
24. Australija

## Vanjske poveznice
1. ↑  Rumänien bereits sicher in den Play-offs  Arhivirana inačica izvorne stranice od 29. rujna 2007. (Wayback Machine) sa službene stranice SP-a, od 20. siječnja 2006.
2. ↑  Susreti doigravanja za SP 2007.  Arhivirana inačica izvorne stranice od 28. rujna 2007. (Wayback Machine) s euro06.com, od 5. velj 2006.
3. ↑  SP 2007. - doigravanje[neaktivna poveznica], s EHF-ove stranice

- Službene stranice (na njemačkom)  Arhivirana inačica izvorne stranice od 21. prosinca 2005. (Wayback Machine)
- Izabrane vrste
- Raspored svih utakmica na SP-u  Arhivirana inačica izvorne stranice od 13. ožujka 2007. (Wayback Machine)